# Vladimir Rubašvili
Vladimir Geórgievič Rubašvili (in russo Владимир Георгиевич Рубашвили?; in georgiano ვლადიმერ რუბაშვილი?, Vladimer Rubashvili); Tbilisi, 26 dicembre 1940 – Tbilisi, 1º febbraio 1964) è stato un lottatore sovietico, specializzato nella lotta libera.

## Biografia
Nato a Tbilisi, capitale dell'allora Georgia sovietica, iniziò a praticare la lotta nel 1955.
A diciannove anni rappresentò l'Unione Sovietica ai Giochi olimpici estivi di Roma 1960, vincendo il bronzo nel torneo dei pesi piuma dopo la sconfitta in semifinale contro il bulgaro Stančo Kolev. 
Si laureò campione iridato a Yokohama 1961, dove precedette sul podio il turco Yunus Pehlivan e l'iraniano Hamid Tavakkol.
Dal 1961 al 1963 ottenne tre titoli ai campionati sovietici nello stile libero, categoria piuma.
Morì il 1º febbraio 1964 a Tbilisi per un incidente automobilistico, pochi mesi prima delle Olimpiadi di Tokyo 1964, a cui avrebbe dovuto partecipare.
Era considerato il favorito per l'oro ed è ricordato per essere stato uno dei lottatori tecnicamente più avanzati dell'Unione Sovietica.

## Palmarès
| Anno | Manifestazione  | Sede     | Evento              | Risultato | Note |
| ---- | --------------- | -------- | ------------------- | --------- | ---- |
| 1960 | Giochi olimpici | Roma     | Pesi piuma (-62 kg) | Bronzo    |      |
| 1961 | Mondiali        | Yokohama | Pesi piuma (-62 kg) | Oro       |      |